# Pygmodeon buscki
Pygmodeon buscki es una especie de escarabajo longicornio del género Pygmodeon, tribu Neoibidionini, subfamilia Cerambycinae. Fue descrita científicamente por Linsley en 1935.
La especie se mantiene activa durante los meses de mayo y noviembre.

## Descripción
Mide 13 milímetros de longitud.

## Distribución
Se distribuye por Panamá.